# Oregmopyga parvispina
Oregmopyga parvispina är en insektsart som först beskrevs av Chaffin 1923.  Oregmopyga parvispina ingår i släktet Oregmopyga och familjen filtsköldlöss. Inga underarter finns listade i Catalogue of Life.